# Nejra Besic
Nejra Besic, född 13 april 1980 i Bosnien, är en svensk sångare och fil.dr. i psykologi.
2009 släppte Nejra Besic albumet In Hindsight som innehåller singlarna Headstrong och Heartbreaker som gjorde sig stora på online communityn Allears redan 2007 .
Musiken är en blandning av pop och melankolisk pianobaserad sing-songwriter stil.
Nejra publicerade 2009 avhandlingen Våga vara blyg vid Örebro universitet. Avhandlingen plockades upp av en mängd Svenska medier.

## Diskografi
Headstrong - 2007
- Headstrong
- Bought & Sold

In Hindsight - 2009
- Worlds of Gold
- Take this voice
- Headstrong
- Time For Everything
- Heartbreaker
- Our Lovely Friend Luck
- Even More New
- I Fear
- Dancing
- Cry For You
- Song or Two
- Echoes